# Essaim de drones

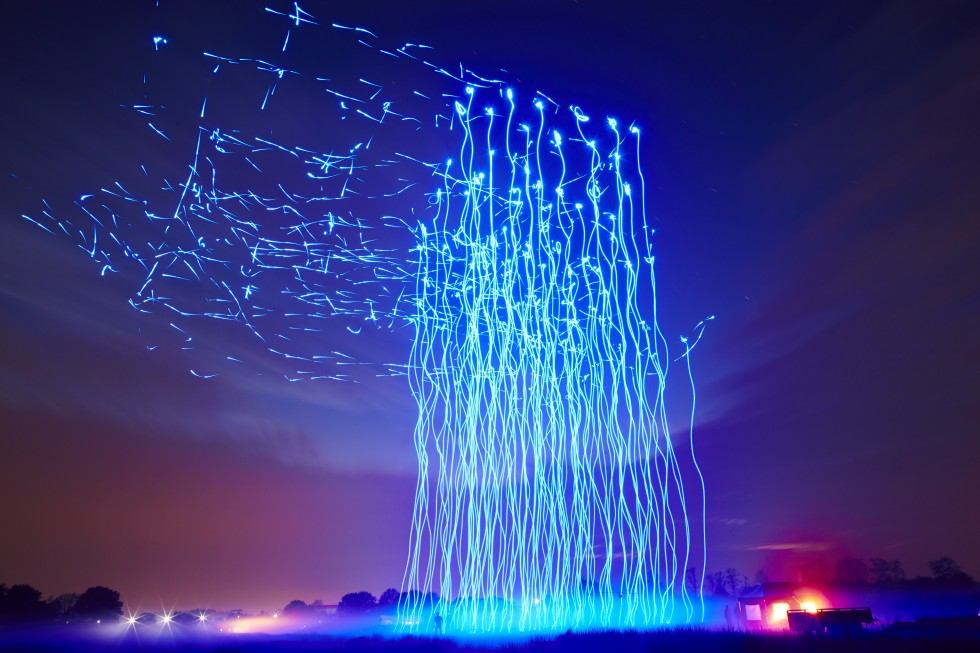
Spectacle de drones réalisé par un essaim d'aéronefs équipés de LED, reproduisant dans le ciel des formes diverses.

Un essaim de drones, également appelé flotte de drones est un ensemble coordonné de drones, aériens, terrestres, souterrains ou maritimes, ayant pour but d'effectuer une tâche commune dans divers types d'applications, civiles ou militaires. C'est une branche de la robotique en essaim.
Certaines bases des déplacements par groupe ont été établies par le spécialiste de la vie artificielle américain, Craig Reynolds en 1987.
Ils sont utilisés en Recherche scientifique, dans le domaine des expérimentations artistiques et militaires, ou encore dans des missions de sécurité civile.
Si la plupart des tâches sont automatisées, certaines expérimentations permettent de contrôler ce type d'essaim par des gestes.
Le ministère de la Défense français organise sous le nom de SUSIE (Supervision de systèmes d’intelligence en essaim) différentes expérimentations sur ce thème.
Des formations existent pour l'apprentissage du contrôle d'essaims de drones sur le champ de bataille sur le système SUSIE en France.

## Fonctionnement
Si les premières installations dépendaient de balises préétablies (GPS, source d'information au sol), l'approche des réseaux ad hoc est favorisée pour la mise en place d'un essaim de drones,.